# B (język programowania)
Język programowania B został stworzony przez Kena Thompsona i Denisa Ritchie w Bell Labs w 1969 roku. W dużym stopniu opierał się na języku BCPL.
Na przełomie lat 1971/1972 język B rozwinął się w New B, a potem w C (składnia B bardzo przypomina wczesne C). Obecnie B nie jest rozwijany ani używany.
Przykładowy program w B:
```
 main()
 {
    auto a, b, c, sum;
    a = 1; b = 2; c = 3;
    sum = a+b+c;
    putnumb(sum);
 }
```